# Pireneitega spasskyi
Pireneitega spasskyi là một loài nhện trong họ Amaurobiidae.
Loài này thuộc chi Pireneitega. Pireneitega spasskyi được miêu tả năm 1946 bởi Charitonov.